# József Reményi
Pour les articles homonymes, voir Reményi.
József Reményi, né le 23 janvier 1887 à Kassa et mort le 25 décembre 1977 à Budapest est un sculpteur et médailleur hongrois. 

## Biographie
Reményi József a dessiné les pièces de 5, 10, 20 et 50 fillér de la République de Hongrie après la Seconde Guerre mondiale